# Кузнецов, Иван Павлович
Ива́н Па́влович Кузнецо́в (15 апреля 1918, Луховка, Пензенская губерния — 20 августа 1986, Уфа) — советский государственный и хозяйственный деятель. Участник Великой Отечественной войны. Заместитель председателя Совета министров Башкирской АССР (1970—1978). Депутат Верховного Совета Башкирской АССР VII—IX созывов (1967—1975).

## Биография
Иван Павлович Кузнецов родился 15 апреля 1918 года в деревне Луховка и вырос в зажиточной крестьянской семье. Он был единственным из четырёх братьев, кто получил высшее образование. Брат Михаил был раскулачен в 1930-х годах в ходе коллективизации, после чего больше года скрывался от репрессий у родственников в Казани.
С июля 1941 года — в рядах Красной армии; командовал сабельным взводом 24-го гвардейского кавалерийского полка (5-я гвардейская кавалерийская дивизия), в боях был трижды ранен (13.8.1942, 1943, 4.7.1944). В годы войны вступил в ВКП(б). Великая Отечественная война унесла жизнь одного из его старших братьев.
В 1948 году окончил Куйбышевский строительный институт по специальности инженер-строитель. Трудовую деятельность начал в должности прораба Треста № 21 (Уфа). В 1953 году назначен главным инженером Треста № 21, а через два года — начальником СУ-6. С 1958 года — главный инженер и управляющий Трестом № 21. С 1968 — заместитель начальника, а с 1970 года — начальник Главного управления по строительству Башкирской АССР. В 1970—1978 гг. — заместитель председателя Совета министров Башкирской АССР.
Под руководством Ивана Павловича Кузнецова построены очистные сооружения на Уфимском НПЗ им. XXII съезда КПСС (ОАО «Уфанефтехим»), новые производства и цеха на Уфимском заводе синтетического спирта (ОАО «Уфаоргсинтез») и Уфимском ПО «Химпром» (ОАО «Химпром»).
Был избран депутатом Верховного Совета Башкирской АССР:
- VII созыва от Арсланского избирательного округа № 238[3];
- VIII созыва от Кугарчинского избирательного округа № 200[4];
- IX созыва от Зилаирского избирательного округа № 177[5].

### Семья
В счастливом браке с женой Венерой у Ивана Павловича появились две дочери — Марина (1951) и Лариса (1953).

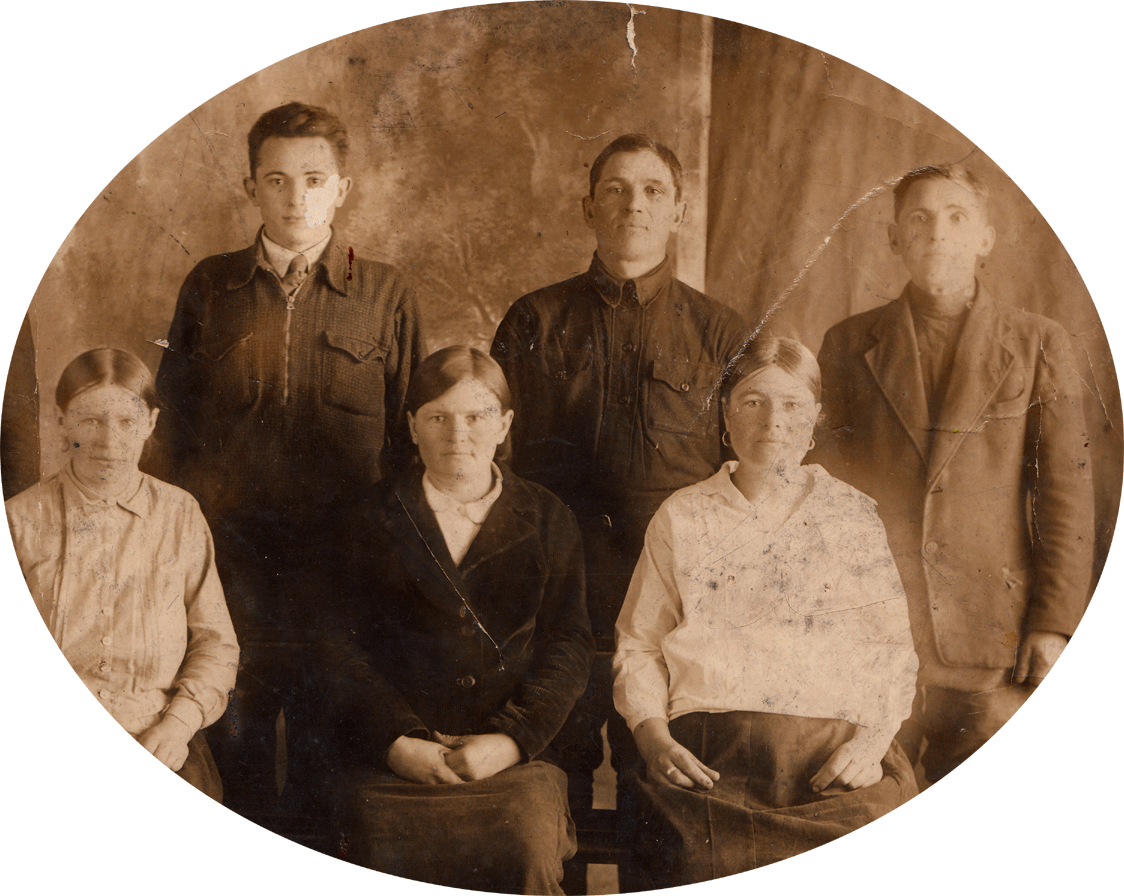
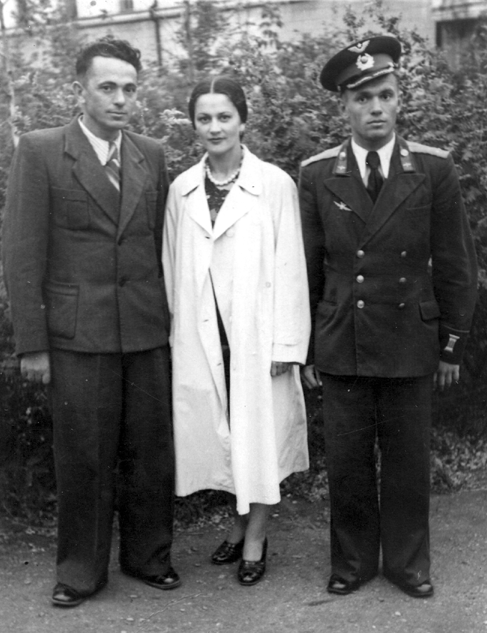
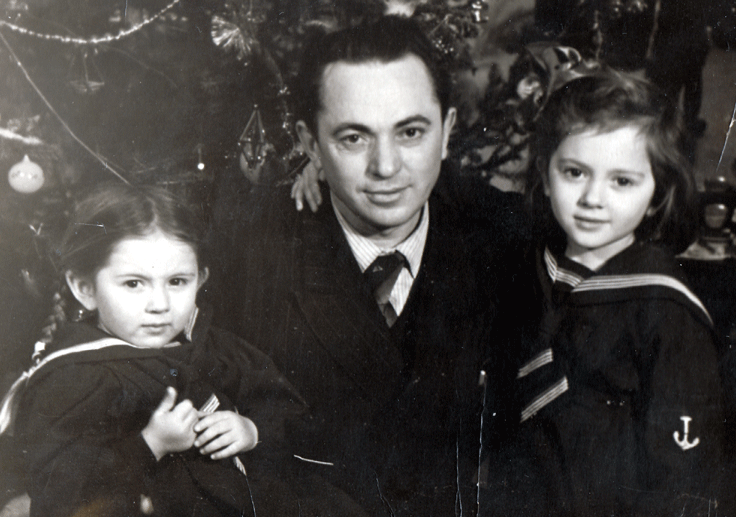

## Награды и звания
- медаль «За оборону Сталинграда» (1943)[6]
- орден Отечественной войны I степени (8.9.1943)[2][6]
- орден Александра Невского (27.10.1944)[2][7]
- два ордена Трудового Красного Знамени (1958, 1971)[2]
- орден Ленина (1965)[2]
- Заслуженный строитель РСФСР (1968)[2]
- орден «Знак Почёта» (1976)[2]